# Municipi de Jēkabpils
El municipi de Jēkabpils (en letó: Jēkabpils novads) és un dels 110 municipis de Letònia, que es troba localitzat al sud-est del país bàltic, i que té com a capital la localitat de Jēkabpils. El municipi va ser creat l'any 2009 després de la reorganització territorial.

## Ciutats i zones rurals
- Ābeļu pagasts (zona rural)
- Dignājas pagasts (zona rural)
- Dunavas pagasts (zona rural)
- Kalna pagasts (zona rural)
- Leimaņu pagasts (zona rural)
- Rubenes pagasts (zona rural)
- Zasas pagasts (zona rural)

## Població i territori
La seva població està composta per un total de 5.866 persones (2009). La superfície del municipi té uns 906 kilòmetres quadrats, i la densitat poblacional és de 6,47 habitants per kilòmetre quadrat.

## Símbols (2009-2021)
L'escut i la bandera utilitzats fins a la reforma administrativa de Letònia de 2021 van ser abolits després dels canvis en els límits del municipi, amb nous esbossos que es van presentar l'agost de 2022. Els esbossos hauran de ser aprovats per la Comissió d'Heràldica de Letònia abans d'utilitzar-los.

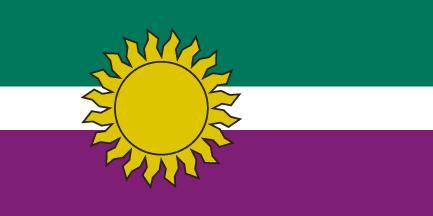
Bandera antiga
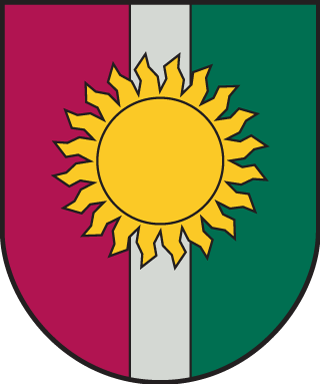
Escut d'armes antic
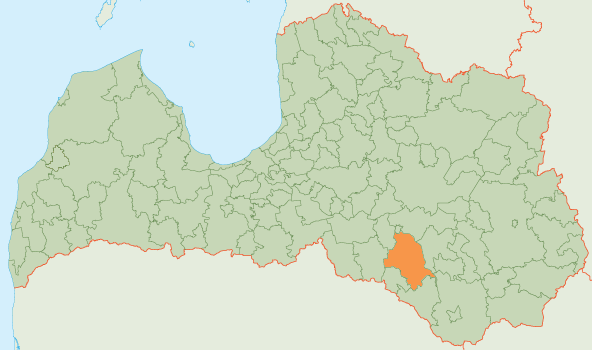
Límits del municipi entre 2009 i 2021